# Дабола
Дабола (на френски: Dabola) е град в Централна Гвинея, регион Фарана. Административен център на префектура Дабола. Населението на града през 2014 година е 38 617 души.